# Jean-Michel Marlaud
Jean-Michel Marlaud (* 3. November 1953) ist ein französischer Botschafter.

## Leben
Jean-Michel Marlaud studierte Rechtswissenschaft und erwarb ein Diplôme de l’Institut d’études politiques - Diplom des Instituts für Politische Studien, ist Absolvent der École nationale d’administration. Mit dem Thema „Pierre Mendes France“ wurde er 1978 zum Doktor promoviert. Von 1978 bis 1979 wurde er bei Suharto in Jakarta vom Botschaftssekretär zweiter Klasse zum Botschaftssekretär erster Klasse befördert. Von 1981 bis 1983 wurde er am Quai d’Orsay in der Abteilung Nordafrika und Naher Osten beschäftigt. Von 1983 bis 1986 beriet er Édith Cresson. Von 1986 bis 1988 war er Kultur und Wissenschaftsattaché in Seoul. Von 1981 bis 1983 wurde er am Quai d’Orsay in der Abteilung Wirtschaft und Finanzen beschäftigt.
Von 1993 bis 1994 war er Botschafter bei Juvénal Habyarimana in Kigali in Ruanda. Von 1994 bis 1998 war er Botschafter bei in La Paz in Bolivien. Von 1998 bis 2003 leitete er am Quai d’Orsay die Personalabteilung. Von September 2003 bis Mai 2007 war er Botschafter in Wellington in Neuseeland. Von Mai 2007 bis 2010 war er Botschafter bei Álvaro Uribe Vélez in Bogotá in Kolumbien, und von 2013 bis 2016 in Kabul, Afghanistan.
| Vorgänger       | Amt                                                               | Nachfolger            |
| --------------- | ----------------------------------------------------------------- | --------------------- |
| Georges Martres | Französischer Botschafter in Kigali 1993 bis 1994                 | Jacques Courbin       |
| Henri Vidal     | Französischer Botschafter in La Paz 1994 bis 1998                 | Gérard Dumont         |
| Jacky Musnier   | Französischer Botschafter in Auckland September 2003 bis Mai 2007 | Michel Legras         |
| Camille Rohou   | Französischer Botschafter in Equador Mai 2007 bis 2010            | Pierre-Jean Vandoorne |
| Bernard Bajolet | Französischer Botschafter in Kabul 2013 bis 2016                  | François Richier      |